# Panamaischer Balboa

Vorderseite einer Münze

Rückseite einer Münze

Der Balboa ist die Währung von Panama. Er wurde nach dem spanischen Konquistador Vasco Núñez de Balboa benannt, der an der Westküste Panamas als erster Europäer den Pazifik erreichte.
Der Balboa ist mit einem Kurs von 1:1 an den US-Dollar gekoppelt.
Umlaufmünzen gibt es zu 1 und 5 Centésimos und zu einem Zehntel- (un décimo), Viertel- (un cuarto), halben (medio) und (seit 2011) zu 1 Balboa.
Balboa-Banknoten sind nicht mehr im Umlauf und aufgrund ihrer Seltenheit nur noch in Sammlungen zu finden. Neben dem Balboa ist der US-Dollar (Banknoten, Münzen) in Panama das gesetzliche Zahlungsmittel.

## Geschichte
Im Jahr 1941, während der ersten Amtszeit von Präsident Arnulfo Arias Madrid, gab die Republik Panama vom 2. Oktober an auch Banknoten in der Stückelung 1, 5, 10 und 20 Balboas aus. Präsident Arias lag daran, die finanzpolitische Abhängigkeit seines Landes von den USA zu verringern und fiskalpolitischen Spielraum zu gewinnen. Als er nur eine Woche später, am 9. Oktober 1941, durch einen von den USA unterstützten Militärputsch gestürzt wurde, wurden die Banknoten wieder eingezogen und bis auf ein paar Ausnahmen vernichtet.